# Vinderslev (plaats)
Vinderslev is een plaats in de Deense regio Midden-Jutland, gemeente Silkeborg. De plaats telt 441 inwoners (2008).